# Daniella Alonso
Daniella Alonso (Nova Iorque, 22 de setembro de 1978) é uma atriz norte-americana e latina. Filha de uma mulher porto-riquenha e um pai peruano com ascendência japonesa.

## Filmografia

### Filmes
- 2015 - Paul Blart: Mall Cop 2 (Divina)
- 2008 - Sense and Sensibilidad (Nora)
- 2008 - The Midnight Man (Lisa)
- 2008 - A Poor Kid's Guide to Success (Nicole)
- 2007 - Wrong Turn 2 (Amber)
- 2007 - The Hills Have Eyes 2 (Missy Martinez)
- 2006 - Hood of Horror (Posie Santana)
- 2006 - All You've Got (Rada Kincaid)
- 2006 - The Last Romantic (Daniella)
- 2003 - Rhythm of the Saints (Rena)
- 2001 - Black Knight (June)
- 1997 - Academy Boyz (Lisa)

### Séries de TV
- 2019 - Dynasty (Cristal Carrington)
- 2018 - The Resident (Zoey Barlow)
- 2016 - The Night Shift (Laundry De La Cruz)
- 2012 -  Revolution (Nora Clayton)
- 2010 - My Generation (Brenda Serrano)
- 2007 - Friday Night Lights (Carlotta Alonso)
- 2007 - Saving Grace (Lily Blackbird)
- 2007 - CSI: Miami (Alexis Dawson)
- 2006 - CSI: NY (Jenny Rodriguez)
- 2004 - One Tree Hill (Anna Taggaro)
- 2004 - As the World Turns (Pilar Domingo)
- 2003 - Law & Order (Maddi Donlou)
- 2001 - Law & Order: Criminal Intent (Angie Suarez)